# BigPark
BigPark，是微软工作室所持有的加拿大游戏开发商。
在2009年，微软收购BigPark。在收购几个月前做出公布the Kinect sensor。该工作室的第一款游戏是Joy Ride，为Xbox Live Avatars的休闲赛车游戏，该游戏原本打算为一个免费的Xbox Live Arcade游戏，但最终被更名为Kinect Joy Ride。
隨著微軟在2016年推出的新主機（Xbox One S）取消Kinect連接埠（翌年Kinect正式停產），BigPark和其他幾個參與Kinect開發的工作室被併入母公司。

## 游戏
- Kinect Joy Ride — Xbox 360 (2010)
- Kinect Sports: Season Two — Xbox 360 (2011)
- Joy Ride Turbo — Xbox LIVE Arcade (2012)